# Wrattig dambordje
Wrattig dambordje (Aspicilia grisea) is een korstmossoort uit de familie Megasporaceae.

## Determinatie
Wrattig dambordje is een korstvormig korstmos met een heldergrijs, zeer bobbelig thallus. Het thallus is dun tot tamelijk dik (tot 0,5 mm). Doorgaans wordt het thallus omgeven door een brede, zwarte rand.

## Ecologie
Wrattig dambordje is een epiliet die voorkomt op goed belichte, zure steen. Typische standplaatsen zijn hunebedden en oude stenige delen van zeedijken.

### Syntaxonomie
In de syntaxonomie staat wrattig dambordje te boek als kensoort voor het granietschildmos-verbond.